# Bshendlaya - Rashadiya
Bshendlaya - Rashadiya (tiếng Ả Rập: بشندلايا رشادية) là một ngôi làng Syria nằm ở Kafr Takharim Nahiyah ở huyện Harem, Idlib. Theo Cục Thống kê Trung ương Syria (CBS), Bshendlaya - Rashadiya có dân số 95 người trong cuộc điều tra dân số năm 2004. Đó là một ngôi làng Druze của vùng Jabal al-Sumaq.